# Parapoynx rectilinealis
Parapoynx rectilinealis là một loài bướm đêm trong họ Crambidae.